# Apor
Apor (fl. 958-959) fu un capotribù ungaro che, secondo la Chronica Picta, condusse una campagna contro l'impero bizantino nel 958 o 959, nel corso della quale ebbe luogo un leggendario scontro tra un soldato bizantino e un guerriero magiaro di nome Botondo.

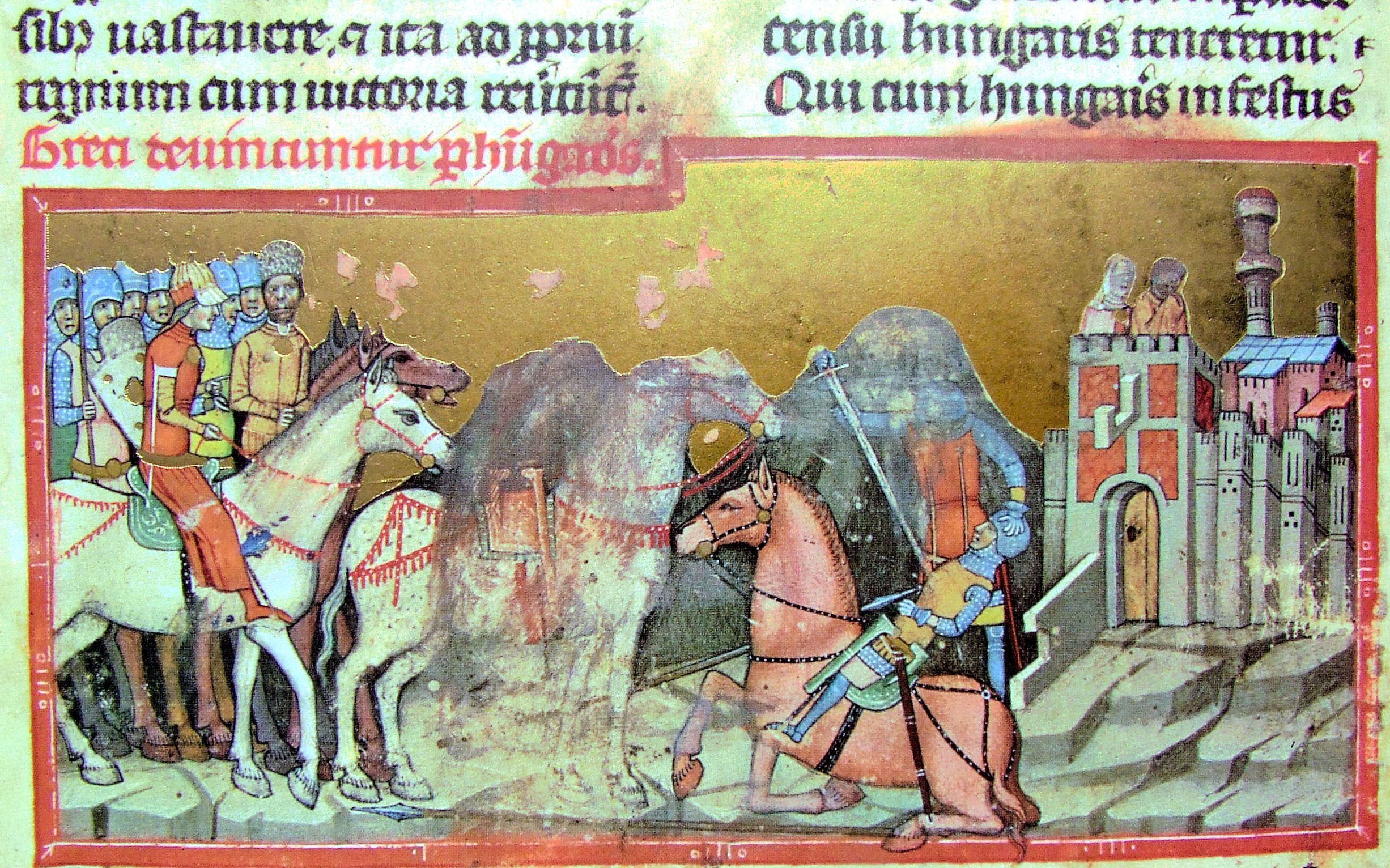
Apor, seduto su un cavallo bianco, guida l'esercito ungherese, mentre Botond duella con un guerriero greco davanti alle mura di Costantinopoli. L'imperatore Costantino VII Porfirogenito e sua moglie, Elena Lecapena, assistono agli eventi dalle porte della città. Illustrazione tratta dalla Chronica Picta

Viene considerato il progenitore della famiglia degli Apor, vissuta in Transilvania. Nel suo Lusus Mundi, lo storico del XVII-XVIII secolo Péter Apor rivendicava di discendere da tale personaggio storico. Inoltre, riconoscendo che nessuna fonte scritta sopravvissuta lo afferma esplicitamente, lo storico appena citato ipotizzò che Apor fosse un figlio legittimo di Árpád d'Ungheria.